# Friederikensiel
Friederikensiel ist ein Ortsteil im Nordwesten der Gemeinde Wangerland im Landkreis Friesland in Niedersachsen.

## Lage

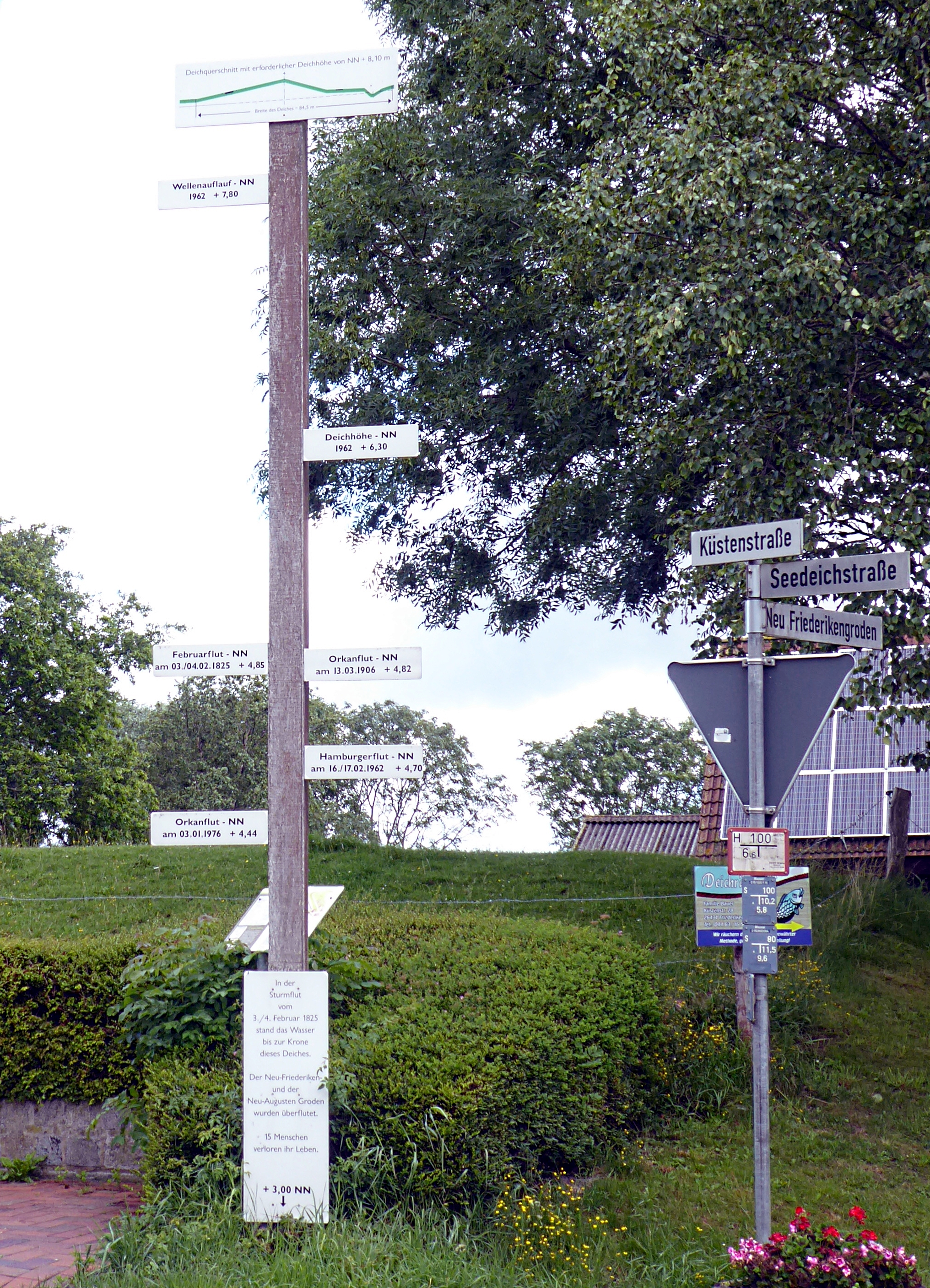
Sturmflutmarken im Ortskern von Friederikensiel

Der Ort liegt an der Kreisstraße K 86, einer Verbindungsstraße zwischen der Kreisstraße K 87 von Horumersiel und der Landesstraße L 808 nach Carolinensiel. Die Nordsee liegt nur rund einen Kilometer in nördlicher Richtung  entfernt. Vom Deich zum Elisabeth-Außengroden sieht man die Insel Wangerooge.

## Geschichte
Der Sielort entstand 1721 im Zuge der Eindeichung des Friederikengrodens im Bereich der Harlebucht auf jeverschem Gebiet. Der Ort sowie der gleichnamige Groden sind nach Hedwig Friederike von Württemberg-Weiltingen, der Gemahlin von Fürst Johann August zu Anhalt-Zerbst benannt.
Zusätzlich zum Siel wurde in die Deichlinie eine u-förmige Nische für ein außen liegendes Hafenbecken gebaut. Ähnliche Konstruktionen hatte sich bereits beim Bau des Neuharlingersiels und des Sophiensiels bewährt. Bei dem Prinzip staute man das Binnenwasser des hinter dem Siel liegenden Tiefs auf und öffnete bei ablaufender Tide die Sieltore, so dass das gestaute Wasser durch das Hafenbecken herausströmte und Schlickablagerungen fortspülte. Zusätzliche Bemühungen der Zerbster Herrschaft zur Etablierung eines Handelshafen in Friederikensiel zeigten jedoch wenig Erfolg. Zudem verschlickte der Hafen wegen der zu geringen Spülwirkung sehr schnell und wurde 1758 schließlich aufgegeben. Das Siel wurde dicht gesetzt und die Entwässerung über das Frederikentief erfolgte seitdem über das Tettenser Tief in Richtung Horumersiel an der Außenjade.

## Sehenswürdigkeiten
Rund einen Kilometer westlich von Friederikensiel befindet sich das Friederikenvorwerk, eine ehemalige fürstliche Domäne. Das ehemalige Gutshaus ist in privatem Besitz und zeigt ein sehenswertes Eingangsportal von 1738. Über dem Portal sind die Wappen der zweiten Generation der Zerbster Dynastie der Herrschaft Jever abgebildet. Neben dem Wappen von Fürst Johann August (IA) von Anhalt-Zerbst ist das seiner Gemahlin Hedwig Friederike (HF) von Württemberg abgebildet. Dazwischen befindet sich eine Abbildung des dänischen Elefanten-Ordens.

## Persönlichkeiten
- Diedrich Jakob Eduard Wellmann (1842–1918), klassischer Philologe und Gymnasialdirektor

## Vereinsleben
- Boßelverein Bahnfrei Friederikensiel e. V.